# پویا اسبقی
پویا اسبقی (زادهٔ ۲۶ تیر ۱۳۶۴ در کرج) سرمربی فوتبال اهل ایران است.

## افتخارات
گوتبورگ
قهرمان جام حذفی سوئد: 2020

## کودکی و سال‌های ابتدایی
وی در سال ۱۳۶۴ از پدر و مادری ایرانی در کرج متولد شد که ۲ سال بعد به سوئد مهاجرت کردند؛ اسبقی در ۱۵ سالگی به تیم رزگارد در سطح پنجم فوتبال سوئد پیوست.

## فعالیت مربیگری
وی در ۲۳ سالگی فوتبال بازی کردن را کنار گذاشت و به مربی‌گری روی آورد؛ ابتدا در سطوح جوانان و نوجوانان به فعالیت پرداخت اما پس از مدتی سرمربی تیم رزگارد شد و توانست همراه این تیم از سطح ۶ به ۵ صعود کند.
اسبقی در سال ۲۰۱۶ پس از مدتی دستیاری در تیم دالکورد درحالی که فقط ۳۱ سال سن داشت سرمربی این تیم شد و جوان‌ترین سرمربی خارجی تاریخ فوتبال سوئد شد.
وی چند ماهی را نیز به عنوان سرمربی باشگاه فوتبال یفله فعالیت کرد و سپس در ژانویه ۲۰۱۸ سرمربی گوتبورگ شد تا نخستین تجربه وی در سطح اول فوتبال سوئد رقم بخورد.
وی در تیم های الشمال ، دالکورد ، گوتبورگ، زیر ۲۱ سال سوئد، بارنزلی، ستاره سرخ بلگراد ، الشمال سابقه مربیگری دارد.

## آمار مربی‌گری
تا تاریخ ۲۵ ژوئن ۲۰۱۹
| تیم     | از            | تا             | آمار | آمار | آمار | آمار | آمار  | آمار |
| تیم     | از            | تا             | ب    | پ    | م    | ش    | برد % | من.  |
| ------- | ------------- | -------------- | ---- | ---- | ---- | ---- | ----- | ---- |
| دالکورد | ۱ ژانویه ۲۰۱۶ | ۱۴ مه ۲۰۱۷     | ۴۱   | ۲۰   | ۱۵   | ۶    | ۰۴۹   |      |
| یفله    | ۲۹ مه ۲۰۱۷    | ۳۱ دسامبر ۲۰۱۷ | ۲۱   | ۱۰   | ۴    | ۷    | ۰۴۸   |      |
| گوتبورگ | ۱ ژانویه ۲۰۱۸ | اکنون          | ۴۶   | ۱۶   | ۹    | ۲۱   | ۰۳۵   |      |
| مجموع   | مجموع         | مجموع          | ۱۰۸  | ۴۶   | ۲۸   | ۳۴   | ۰۴۳   | —    |